# 坎皮略德亚拉贡
坎皮略德亚拉贡，是西班牙阿拉贡自治区萨拉戈萨省的一个市镇。总面积37平方公里，总人口182人（2001年），人口密度5人/平方公里。